# Cymothoe cyclades
Cymothoe cyclades là một loài bướm thuộc họ Nymphalidae. Loài này phân bố ở Cameroon và phía đông Cộng hòa Dân chủ Congo.